# Tereza Kesovija
Tereza Ana Kesovija, född 3 oktober 1938 i Dubrovnik, är en kroatisk sångerska. Hon är internationellt prisad och en av de mest kända artisterna från det forna Jugoslavien. Förutom på Balkan är hon också särskilt framgångsrik i Frankrike.

## Biografi
Kesovija fick sitt genombrott 1962 då hon gjorde sin första vinst på Splitfestivalen med låten Ćakule o siromajima. Hon fick sitt genombrott i Frankrike 1967 då hon sjöng soundtracket till filmen Docteur Zhivago. Samma år släppte hon sitt debutalbum La Chanson de Lara, som också den blev en framgång. Också uppföljaren C'est ma chanson, med bl.a. låten Je l'aime, je l'aime blev en succé. I Jugoslavien deltog hon flitigt i landets musikfestivaler och tävlingar, däribland Splitfestivalen, Opatijafestivalen och Zagrebfestivalen. Hon har samarbetat med låtskrivare som Zdenko Runjić, Nikica Kalogjera, Arsen Dedić, Kemal Monteno, Đelo Jusić, Stipica Kalogjera, Andrej Baša m.fl.
Kesovija deltog första gången i Eurovision Song Contest 1966, på inrådan av Grace Kelly, och tävlade då för Monaco. Hon framförde bidraget Bien plus fort och kom på delad sista plats med Italiens Domenico Modugno utan några poäng. Hon deltog sedan i den schweiziska uttagningen (Concours eurovision) 1969, men lyckades inte vinna. Hon deltog sedan i Jugoslaviens uttagning till Eurovision Song Contest (ESC) 1972 med bidraget Muzika i ti och vann. I ESC kom hon på 9:e plats med 87 poäng. Hon deltog åter i den jugoslaviska uttagningen 1974 med bidraget Mili moj och kom på 10:e plats. Hon gjorde ytterligare ett försök 1987 med bidraget Tko mi je kriv och kom på 3:e plats. Hon deltog även i den kroatiska uttagningen 2001 och kom då på 17:e plats med bidraget Zlatni kljuc sudbine.

## Diskografi
- La Chanson de Lara (EMI, 1967)
- C'est ma chanson (EMI, 1969)
- Tereza (Jugoton, 1971)
- Tereza & Julio Iglesias Live in Bulgaria (Balkanton, 1973)
- Tereza (PGP RTB, 1974)
- Tereza & Miro Ungar (Amiga, 1974)
- Nježne strune mandoline (Jugoton, 1975)
- Stare ljubavi (Jugoton, 1976)
- Tereza (Jugoton, 1978)
- Što je ostalo od ljubavi (Jugoton, 1978)
- Poljubi me (Jugoton, 1979)
- Moja splitska ljeta 1 (Jugoton, 1980)
- Sanjam (PGP RTB, 1981)
- Tereza (Jugoton, 1981)
- Sinoć, kad sklopih oči (ZKP RTLJ, 1982)
- Ja sam pjesma (PGP RTB, 1982)
- Prijatelji stari gdje ste (Jugoton, 1982)
- Na kušinu (PGP RTB, 1983)
- Spomenar (PGP RTB, 1983)
- Ponovni susret (PGP RTB, 1984)
- Koncert v Cankarjevem domu (RTVLj, 1984)
- Pronađi put (Jugoton, 1985)
- Bokelji i Tereza (PGP RTB, 1985)
- Molim te, ostani (Jugoton, 1986)
- Moja posljednja i prva ljubavi (Jugoton, 1987)
- Moja splitska ljeta 2 (Jugoton, 1988)
- Live `a l'Olympia (Jugoton, 1988)
- Nezaboravne melodije (Orfej RTZ, 1989)
- Ljubav je moj grijeh (Croatia Records, 1990)
- To sam ja (Tutico/Croatia Records, 1995)
- Gold Mix Tereza (Melody, 1995)
- Kad jednog dana prisjetim se svega (Croatia Records, 1997)
- Gdje ima srca tu sam i ja (Croatia Records, 1999)
- Samo malo intime (Croatia Records, 1999)
- Spomenar (Taped Pictures, 2000)
- Ja sam pjesma (Taped Pictures, 2001)
- Kronologija (Perfect Music/Croatia Records, 2002)
- S druge strane sna (live with Michel Legrand) (Croatia Records, 2003)
- Mojih 45 skalina (Croatia Records) (2005)
- Platinum collection (Croatia Records) (2007)
- Zaustavi vrijeme (Dallas Records) (2007)
- Live a l'Olympia (Dallas Records) (2008)
  - Ja sam pjesma (PGP RTS) (2009)
- L'amour est une chanson Single CD (Diamant Records) (2023)